# Stazione di Kosuge
La stazione di Kosuge (小菅駅?, Kosuge-eki) è una stazione ferroviaria situata nel quartiere di Adachi, a Tokyo, in Giappone, ed è servita dalla linea Tōbu Sky Tree delle Ferrovie Tōbu.

## Linee
Ferrovie Tōbu
● Linea Tōbu Isesaki (Linea Tōbu Sky Tree)

## Struttura
La stazione, realizzata su viadotto, è dotata di un marciapiede a isola con due binari passanti.
| 1 | ● Linea Tōbu Sky Tree | per Kita-Senju, Tōkyō Sky Tree e Asakusa |
| 2 | ● Linea Tōbu Sky Tree | per Tōbu Dōbutsukōen, Kuki e Tōbu Nikkō  |

## Stazioni adiacenti
| «                  | Servizio               | »                  |
| Linea Tōbu Isesaki | Linea Tōbu Isesaki     | Linea Tōbu Isesaki |
| ------------------ | ---------------------- | ------------------ |
| Kita-Senju         | Locale                 | Gotanno            |
| Transito           | Semiespresso sezionale | Transito           |
| Transito           | Espresso sezionale     | Transito           |
| Transito           | Espresso               | Transito           |
| Transito           | Semiespresso           | Transito           |
| Transito           | Rapido                 | Transito           |
| Transito           | Rapido sezionale       | Transito           |